# Nana Anima Wiafe-Akenten
Tiến sĩ Nana Anima Wiafe-Akenten là một giảng viên môn truyền thông người Ghana và là Trưởng khoa Akan-Nzema của Đại học Giáo dục Ngôn ngữ, Cơ sở Ajumako của Đại học Giáo dục, Winneba ở Ghana. Cô là người đầu tiên nhận bằng tiến sĩ về ngôn ngữ Twi, một trong những biến thể của tiếng Akan.

## Cuộc sống cá nhân
Dr. Anima là người từ Atwima-Ofoase ở Vùng Ashanti. Tiến sĩ Anima lớn lên trong một gia đình học giả. Cô kết hôn với Tiến sĩ Charles B. Wiafe-Akenten, cũng là giảng viên tại Khoa Tâm lý của Đại học Ghana. Đứa con đầu lòng của cô, Tiến sĩ Michael Wiafe-Kwagyan, là giảng viên của Khoa Khoa học Thực vật trong cùng một tổ chức. Cô có ba cô con gái - Nana Adwoa, Awo Asantewaa và Ohenemaa Wiafewaa.

## Giáo dục
Tiến sĩ Anima đã học trung học tại Trường Trung học St. Hoa hồng, Akwatia ở Vùng Đông Ghana giữa năm 1991 và 1993. Cô theo học Đại học Ghana để lấy bằng đầu tiên, tốt nghiệp Cử nhân Nghệ thuật Ngôn ngữ học và Nghệ thuật Sân khấu (Nhà hát Truyền thông Mở rộng) năm 1995. Cô đã nhận được bằng tiến sĩ từ Đại học Ghana vào tháng 7 năm 2017 về Nghiên cứu ngôn ngữ Ghana (Ngôn ngữ học Akan - Diễn ngôn truyền thông). Đáng chú ý, cô đã viết luận án về cách sử dụng Akan hiện đại trên đài phát thanh và truyền hình (Sɛ dea wɔde akan kasa dzi dwuma enɛ mbre yi wɔ radio ne TV so) trong ngôn ngữ Twi, người đầu tiên làm như vậy. Theo cô, thách thức chính của việc viết một bài báo học thuật trong tiếng Twi là dịch chính xác các trích dẫn và thuật ngữ của văn bản khoa học từ tiếng Anh.